# Pilar (Sorsogon)
Pilar ist eine philippinische Stadtgemeinde in der Provinz Sorsogon. Sie hat 74.564 Einwohner (Zensus 1. August 2015), die in 49 Barangays lebten. Pilar gehört zur ersten Einkommensklasse der Gemeinden auf den Philippinen. Sie liegt ca. 36 km südwestlich der Provinzhauptstadt Sorsogon City am Ausgang des Ticao-Kanals. Ihre Nachbargemeinden sind Castilla im Osten, Donsol im Westen und die Gemeinden in der Provinz Albay im Norden. 
Das Klima in Pilar wird mit der auf den Philippinen gebräuchlichen modifizierten Coronas-Einstufung als Typ II bezeichnet. Regenfälle treten das ganze Jahr auf, die Monate November bis Januar gelten als die regenreichsten. Die Region Bicol liegt innerhalb des Taifungürtels auf den Philippinen.  
Die ersten Siedlungen auf dem Gemeindegebiet entstanden im 16. Jahrhundert, eine große Schiffswerft wurde auf der Insel Bagatao errichtet. Auf ihr wurden Galeonen gebaut, die im Handel mit den südamerikanischen spanischen Kolonien eingesetzt wurden.   

## Baranggays
| - Abas - Abucay - Bantayan - Banuyo (Pob.) - Bayasong - Bayawas - Binanuahan (Pob.) - Cabiguan - Cagdongon - Calongay - Calpi - Catamlangan - Comapo-capo - Danlog - Dao (Pob.) - Dapdap - Del Rosario | - Esmerada - Esperanza - Guiron - Ginablan - Inang - Inapugan - Lubiano - Leona - Lipason - Lourdes - Lungib - Lumbang - Mabanate - Malbog - Marifosque (Pob.) - Mercedes | - Migabod - Naspi - Palanas - Pangpang - Pinagsalog - Pineda - Poctol - Pudo - Putiao - Sacnangan - Salvacion - San Antonio (Millabas) - San Antonio (Sapa) - San Jose - San Rafael - Santa Fe |